# Lisa Bratton
Lisa Bratton (Richland, 5 mei 1996) is een Amerikaanse zwemster.

## Carrière
Bij haar internationale debuut, op de Pan-Pacifische kampioenschappen zwemmen 2014 in Gold Coast, werd Bratton uitgeschakeld in de series van zowel de 100 en de 200 meter rugslag als de 200 meter wisselslag.
Op de wereldkampioenschappen kortebaanzwemmen 2018 in Hangzhou werd de Amerikaanse wereldkampioene op de 200 meter rugslag.

## Internationale toernooien
| Jaar | Olympische Spelen | WK langebaan  | WK kortebaan  | PanPacs                                                     |
| ---- | ----------------- | ------------- | ------------- | ----------------------------------------------------------- |
| 2014 |                   |               | geen deelname | serie 100m rugslag serie 200m rugslag serie 200m wisselslag |
| 2015 |                   | geen deelname |               |                                                             |
| 2016 | geen deelname     |               | geen deelname |                                                             |
| 2017 |                   | geen deelname |               |                                                             |
| 2018 |                   |               | 200m rugslag  | geen deelname                                               |
| 2019 |                   | geen deelname |               |                                                             |

## Persoonlijke records
Bijgewerkt tot en met 26  juli 2020
Kortebaan
| Afstand      | Tijd    | Datum            | Plaats       |
| ------------ | ------- | ---------------- | ------------ |
| 50m rugslag  | 27,56   | 12 oktober 2019  | Napels       |
| 100m rugslag | 57,61   | 6 oktober 2019   | Indianapolis |
| 200m rugslag | 2.00,71 | 13 december 2018 | Hangzhou     |

Langebaan
| Afstand      | Tijd    | Datum        | Plaats |
| ------------ | ------- | ------------ | ------ |
| 50m rugslag  | 28,79   | 27 juli 2018 | Irvine |
| 100m rugslag | 59,76   | 28 juli 2018 | Irvine |
| 200m rugslag | 2.07,91 | 5 juli 2019  | Napels |